# 쿠르트 헨젤
쿠르트 빌헬름 제바스티안 헨젤(독일어: Kurt Wilhelm Sebastian Hensel, 1861년 12월 29일 – 1941년 6월 1일)은 독일 수학자이며, 작곡가 파니 멘델스존의 손자이다. 쾨니히스베르크에서 태어났다. 베를린 대학, 본 대학에서 레오폴트 크로네커, 카를 바이어슈트라스 등의 지도로 수학을 공부하였다.
이후에 1930년까지 마르부르크 대학 교수였고 수학 학술지 크렐레의 편집자로 활동하였다.
헨젤의 최대 업적은 1902년에 유리수를 확장한 p진수를 고안한 것이다. 이 개념은 20세기 들어 수론을 비롯한 여러 수학 분야에서 매우 중요하게 다뤄진다.